# Atanas Sechirow
Atanas Zankow Sechirow (bulgarisch Атанас Цанков Зехиров, wiss. Transliteration Atanas Cankov Zechirov; * 13. Februar 1989 in Kotschan) ist ein bulgarischer Fußballspieler. Er spielt seit 2021 bei Arda Kardschali.

## Karriere
Sechirow begann seine Karriere in der Jugendmannschaft von ZSKA Sofia, wo er 2009 in die erste Mannschaft geholt wurde. Sein Debüt in der höchsten bulgarischen Spielklasse gab der Mittelfeldspieler am 2. Mai 2009 gegen FC Tschernomorez Burgas, wo er in der 69. Minute eingewechselt wurde. Das Spiel in Burgas wurde 1:0 gewonnen. In dieser Saison kam er auf weitere vier Einsätze und erzielte gegen Lokomotive Mesdra einen Treffer. ZSKA wurde Vizemeister. Nach einer weiteren Herbstsaison in Sofia spielte Sehirow eine Frühjahrssaison bei OFK Sliwen 2000, mit welchen er Platz 13 in der Liga erreichen konnte.
Zuvor gab er mit ZSKA noch sein Debüt auf europäischer Klubebene. Im Play-off-Spiel zur UEFA Europa League gegen Dinamo Moskau wurde er in der 62. Minute eingewechselt. Das Spiel endete 0:0.
Seit Sommer 2010 stand er wieder im Kader von ZSKA. Anfang 2011 verließ er den Klub zu Pirin Blagoewgrad. Seit Anfang 2013 spielt er für Beroe Stara Sagora.